# انتخابات در ایسلند
ایسلند در سطح ملی انتخابات‌هایی برای گزینش یک رئیس کشور تشریفاتی، رئیس‌جمهور و مجلس قانون‌گذاری دارد. رئیس‌جمهور برای یک دورهٔ چهار ساله توسط مردم انتخاب می‌شود. پارلمان (آلثینگی) دارای ۶۳ عضو است که هر کدام برای یک دورهٔ چهار ساله به شیوهٔ نمایندگی تناسبی با روش هوندت و فهرست‌های باز انتخاب می‌شوند. ایسلند دارای نظام چندحزبی با احزاب زیاد است که غالباً هیچ‌کدام نمی‌توانند اکثریت را به دست آورند لذا معمولاً با هم همکاری کرده و دولت‌های ائتلافی تشکیل می‌دهند.
انتخابات بعدی ایسلند در ۲۹ اکتبر ۲۰۱۶ برابر با ۸ آبان ۱۳۹۵ برای انتخاب نمایندگان پارلمان برگزار خواهد شد.

## آخرین انتخابات‌ها

### انتخابات ریاست‌جمهوری ۲۰۱۶
| نامزدها                                      | نامزدها                 | احزاب           | آرا     | ٪      |
| -------------------------------------------- | ----------------------- | --------------- | ------- | ------ |
|                                              | گونی یوهانسن            | مستقل           | ۷۱٬۳۵۶  | ۳۸٫۴۹  |
|                                              | هالا توماسدوتیر         | مستقل           | ۵۰٬۹۹۵  | ۲۷٫۵۱  |
|                                              | آندری سانر ماگناسون     | مستقل           | ۲۶٬۰۳۷  | ۱۴٫۰۴  |
|                                              | داوید اودسون            | مستقل           | ۲۵٬۱۰۸  | ۱۳٫۵۴  |
|                                              | استرلا جونسون           | مستقل           | ۶٬۴۴۶   | ۳٫۴۸   |
|                                              | الیزابت یوکولسدوتیر     | مستقل           | ۱٬۲۸۰   | ۰٫۶۹   |
|                                              | آستر ماگنوسون           | مستقل           | ۶۱۵     | ۰٫۳۳   |
|                                              | گوثرون مارگرت پالسدوتیر | مستقل           | ۴۷۷     | ۰٫۲۶   |
|                                              | هیلدور ثورثاردوتیر      | مستقل           | ۲۹۴     | ۰٫۱۶   |
| آرای درست                                    | آرای درست               | آرای درست       | ۱۸۲٬۶۰۸ | ۹۸٫۵   |
| آرای سفید/باطله                              | آرای سفید/باطله         | آرای سفید/باطله | ۲٬۷۸۲   | ۱٫۵    |
| مجموع                                        | مجموع                   | مجموع           | ۱۸۵٬۳۹۰ | ۱۰۰٫۰۰ |
| مشارکت                                       | مشارکت                  | مشارکت          | ۲۴۵٬۰۰۴ | ۷۵٫۷٪  |
| منبع: RÚV, MBL                               |                         |                 |         |        |
| انتخابات پیشین (۲۰۱۲) — انتخابات بعدی (۲۰۲۰) |                         |                 |         |        |